# Astragalus rollovii
Astragalus rollovii är en ärtväxtart som beskrevs av Aleksandr Alfonsovitj Grossgejm. Astragalus rollovii ingår i släktet vedlar, och familjen ärtväxter. Inga underarter finns listade i Catalogue of Life.